# タラ川

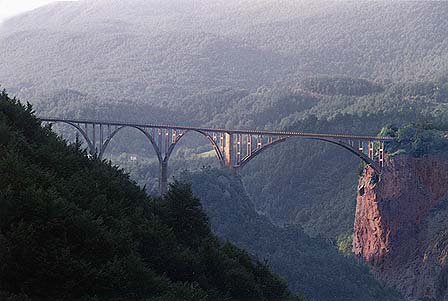
ジュルジェヴィチャ・タラ川橋

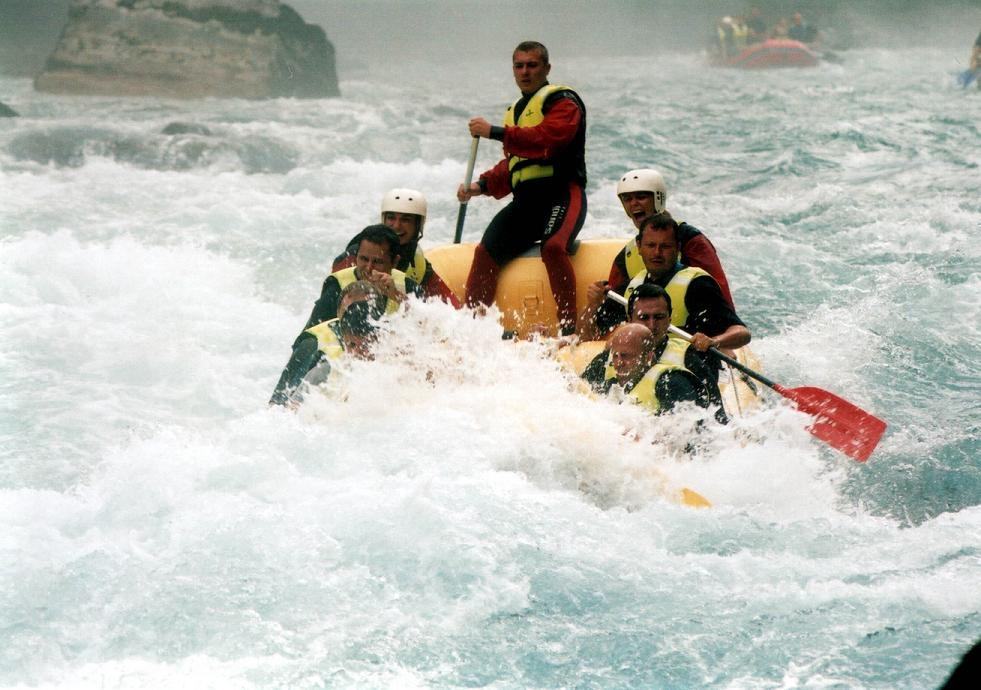
タラ川でのラフティング

タラ川（タラがわ、セルビア語: Тара, Tara）は、モンテネグロとボスニア・ヘルツェゴビナを流れる河川である。オパシュニツァ川とヴェルシャ川の合流から始まり、146キロメートルを経てピヴァ川と合流しドリナ川と改名する河川で、146キロメートルのうち141キロメートルがモンテネグロ国内かモンテネグロ国境となっている。世界3位の長さを持つ渓谷であるタラ川峡谷で著名であり、渓谷はドゥルミトルの一部として世界遺産に登録されている。

## 生物
ドナウイトウの棲息地やヤナギ、ボスニアマツ、セイヨウハンノキ、ヨーロッパハンノキ、ヨーロッパクロマツ、ブナ属などの木の生息地として知られている。1976年に川、湖、ヒース、泥炭地、ボグ、ガラ場などが多いタラ川流域はユネスコの生物圏保護区に指定された。

## 観光

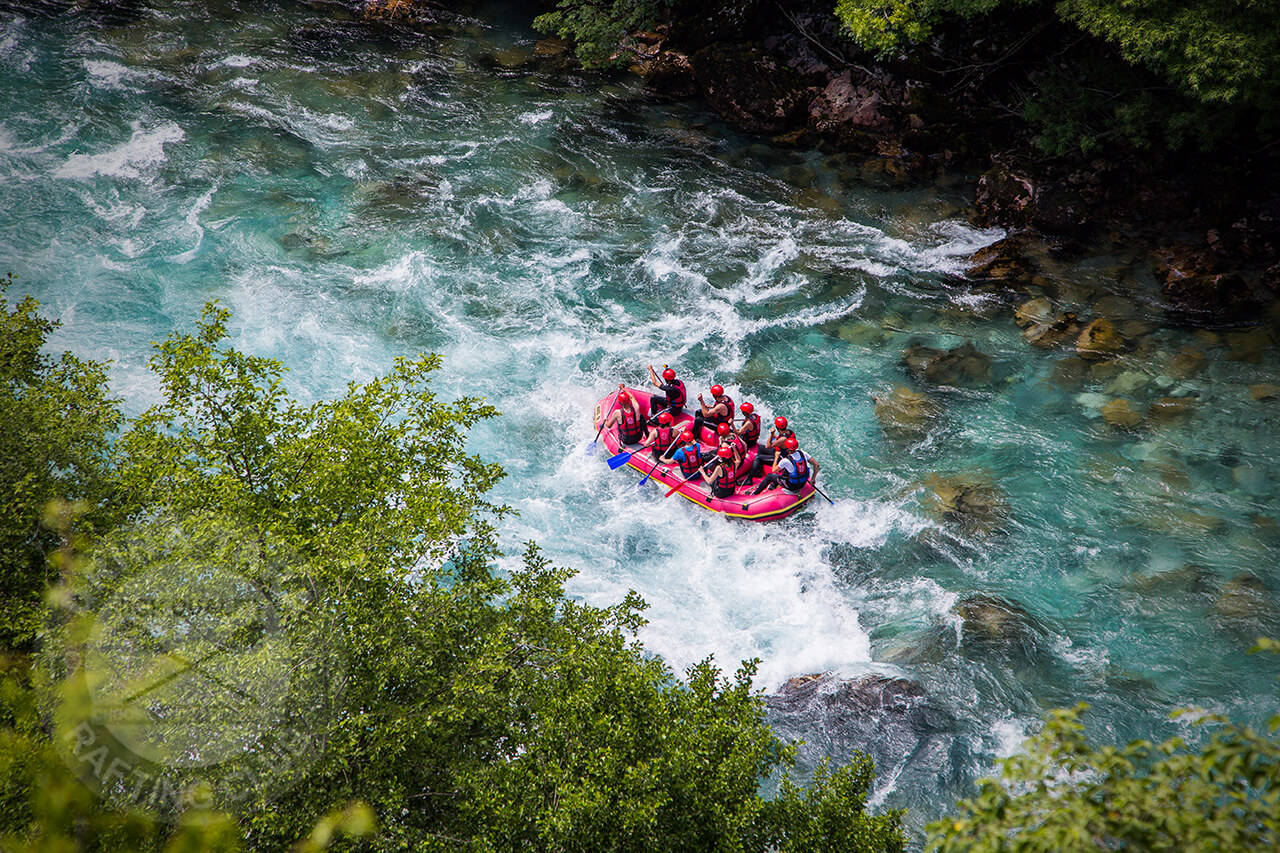
タラ川でのラフティング

ラフティングで非常に有名な河川である。ブルストノヴィチャからシュチェパン・ポリェに至る18キロメートルのルートが有名で、このルートではジュルジェヴィチャ・タラ川橋の下を潜る。より手前のスプラヴィスタからシュチェパン・ポリェに至るルートも存在している。
ヨーロッパラフティング選手権の開催地にも選ばれたことがあり、2005年と2009年にこの地で実施されている。

## ダム計画
モンテネグロとスルプスカ共和国では下流のドリナ川と併せてタラ川渓谷に水力発電用ダムを建設する計画がしばしば持ち上がるが、ドリナ川のものの計画ですら建設に漕ぎ着けられていない。
2005年4月には、ドリナ川のブル・ビイェラ水力発電所建設計画が環境問題を原因として立ち消えになった。しかし、2018年にこの計画の建設会社が設立され再び建設に動き出すものの、環境への問題から中止と建設が二転三転している。